# Statue-menhir de Bancanel
La statue-menhir de Bancanel est une statue-menhir appartenant au groupe rouergat découverte à Saint-Affrique, dans le département de l'Aveyron en France.

## Protection
La statue-menhir est inscrite monument historique au titre d'objet depuis le 13 novembre 2019.

## Généralités
La statue a été découverte en 1982 par M. Laussel lors d'un labour. Le sommet de la statue a été détruit à cette occasion, le fragment manquant dans la partie gauche de la base de la statue a lui été perdu à une date inconnue. C'est une grande statue masculine gravée dans une plaque de grès permien qui a été importée sur place, les sites d'extraction possibles les plus proches étant situés à une distance de 2 à 5 km. 
| Hauteur | Longueur max. | Épaisseur max. |
| ------- | ------------- | -------------- |
| 1,68 m  | 0,84 m        | 0,15 m         |

## Description
Les caractères anthropomorphes représentés sont, côté antérieur, les bras, les mains, les jambes, les genoux et les pieds  et, côté postérieur, les crochets-omoplates. La ceinture est décorée d'un motif à chevrons. Le personnage tient « l'objet » entre ses mains côté recto et porte un baudrier à anneau côté verso,.
La statue est conservée au musée de Saint-Crépin à Laval-Roquecezière,.